# Trichomanes krugii
Trichomanes krugii là một loài dương xỉ trong họ Hymenophyllaceae. Loài này được Christ ex Urb. mô tả khoa học đầu tiên năm 1897.
Danh pháp khoa học của loài này chưa được làm sáng tỏ. 